# 御飯の友

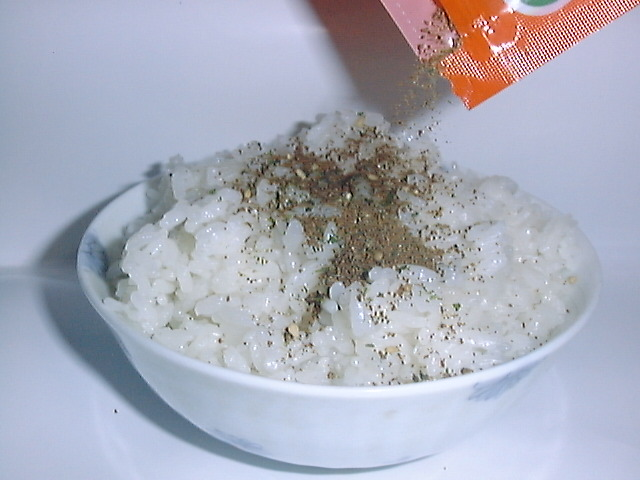
御飯の友

御飯の友（ごはんのとも）は、フタバが製造販売するふりかけの商品名で、同社（正確には同社の分離独立元である株式会社二葉商事）が権利を有する登録商標（日本第2403831号）である。

## 概要
大正時代の初期、日本人にカルシウムが不足していた最中、熊本の薬剤師である吉丸末吉が、カルシウムを補うため、魚の骨を粉にして御飯にかけて食べるという、まったく単純な発想にたどりつき「御飯の友」を開発した。1934年（昭和9年）には、「御飯の友」の製造販売を二葉商事（現在のフタバ）が引き継いでいる。
業界団体「全国ふりかけ協会」がふりかけのルーツとして1994年10月の総会にて公認していた商品であり、主原料がいりこであるところが一般のふりかけと異なっている。ただし、その後当時の調査に不公正があったとして2022年6月24日の総会にて元祖としての認定は取り下げられている。